# 부랑자 (영화)
《부랑자》(The Tramp)는 1915년의 찰리 채플린의 6번째 영화이다. Essanay의 캘리포니아 나일스 스튜디오의 5번째이자 마지막 영화 작품이다.

## 줄거리
떠돌이 찰리는 농부의 딸을 만나서 사랑에 빠진다. 한 편, 도둑들은 그녀의 물건을 빼앗으려하고 찰리는 그녀를 도와준다. 그녀는 찰리를 자신의 집으로 데려간다. 찰리는 그곳에서 농삿일을 돕는다. 그런데, 도둑들이 집에 들어오고 찰리는 그들을 물리친다. 찰리는 농부의 딸을 좋아하지만 그녀에게는 약혼자가 있다. 그래서 혼자 다시 떠나게 된다.

## 캐스팅
- 찰리 채플린 - 떠돌이
- 에드나 퍼바이언스 - 농부의 딸
- 어니스트 밴 펠트 - 농부
- 로이드 베이컨 - 약혼자 / 도둑2
- 레오 화이트 - 도둑1
- 버드 제미슨 - 도둑3
- 빌리 암스트롱 - 성직자